# Relaciones Nicaragua-República de China
La relaciones Nicaragua-República de China (conocida comúnmente como Taiwán), fueron las relaciones internacionales entre Nicaragua y la República de China. Ambos países mantuvieron una relación bilateral intermitente en donde Nicaragua intercambió reconocimientos entre la República de China y la República Popular China, aunque desde 1990 hasta 2021, Nicaragua reconoció solamente al gobierno de Taipéi.  
El 9 de diciembre de 2021 estas relaciones diplomáticas terminaron adhiriéndose al principio de Una sola China, en la que el Gobierno de Nicaragua reconoce que existe una sola China, la República Popular China y que Taiwán es parte de esta.

## Historia
En 1930, Nicaragua inicia relaciones con la República de China, en donde se establece un Consulado General en Managua y en 1967 fue elevado como Embajada. Sin embargo, durante el primer mandato de Daniel Ortega, Nicaragua rompió relaciones con la República de China y el 7 de diciembre de 1985 establece relaciones con la República Popular China. Tras la asunción del gobierno de la entonces presidenta Violeta Barrios de Chamorro en 1990, Nicaragua decidió romper relaciones diplomáticas con China el 5 de noviembre de 1990 y se reanudaron las relaciones con la República de China (Taiwán). El presidente Daniel Ortega estatizó en el 2007 que Nicaragua no romperá con Taiwán. Ortega defendió el derecho de Nicaragua de tener relaciones diplomáticas oficiales con Taiwán y con China al mismo tiempo. En 2013, el canciller Samuel Santos anunció que Nicaragua continurá sus relaciones diplomáticas con Taiwán. 
El presidente Daniel Ortega le ofreció el “siento mucho” a China y defendió el derecho de tener relaciones con las dos Chinas, refiriéndose a Taiwán.
A plaza llena y en un prolongado acto en conmemoración de los 28 años de la Revolución, Ortega presentó a sus invitados especiales al evento, sus colegas, Hugo Chávez de Venezuela, Manuel Zelaya de Honduras y Omar Torrijos de Panamá. Sobre las relaciones de su gobierno con China y Taiwán, el presidente Ortega dijo que Nicaragua no tiene por qué tomarse pleitos ajenos cuando ellos mismos tienen relaciones comerciales entre sí, y que, al contrario, “debemos agradecer a quienes ayudan a un pueblo con necesidades”, refiriéndose a la ayuda que ha ofrecido Taiwán, particularmente.

## Relaciones bilaterales
La República de China tiene una misión técnica en Nicaragua, enfocada en el campo de la agricultura. Fue establecida en 1971 a través de un convenio de colaboración y en 1973 comenzó operaciones en Nicaragua. Sin embargo, la cooperación cesó en 1985 tras el rompimiento de relaciones diplomáticas, pero se reinició en 1991 tras el restablecimiento de las relaciones diplomáticas.
Desde el 1 de enero de 2008 rige un tratado de libre comercio entre ambos países.